# Friedrich Beurhaus
Friedrich Beurhaus (* 10. November 1536 in Immecke bei Meinerzhagen; † 6. August 1609 in Dortmund) war ein deutscher Humanist und Rektor der Gymnasien in Unna und Dortmund. Er war Anhänger des Philosophen Petrus Ramus und Verfasser zahlreicher philosophischer Schriften.

## Leben
Friedrich Beurhaus stammte aus einer Familie, die Eisen- und Stahlwaren herstellte. Geboren wurde er am 10. November 1536 als Sohn des Tilemann Beurhaus und seiner Ehefrau Margaretha. Er besuchte zunächst die Schulen in Meinerzhagen und in Altena. Danach wechselte er 1551 auf das Gymnasium in Dortmund. Dieses war durch den Rektor Johann Lambach, der die Schule 1543 gegründet hatte, ein Zentrum der Anhänger von Petrus Ramus im deutschsprachigen Raum. Abgesehen von einer kurzen Flucht vor der Pest blieb Beurhaus in Dortmund bis 1557. Dabei hatte er bereits seit seinem siebzehnten Lebensjahr als Lehrer „Pädagog“ für Kinder aus adeligen Häusern gearbeitet. Er erzog trotz seiner protestantischen Herkunft seit 1555 die Kinder Friedrichs von Fürstenberg, darunter den späteren Landdrosten Kaspar, den späteren Fürstbischof Dietrich und den späteren Domherren Friedrich von Fürstenberg. Diese begleitete er auch zum Studium an die Universität zu Köln. Dort war er Schüler des Philosophen und Theologen Gerhard Mathisius.
Im Jahr 1561 wurde Beurhaus Lektor der vierten Klasse am Archigymnasium Soest. Er wechselte 1563 als Rektor nach Unna. In seine Zeit fällt eine bauliche Erweiterung der Schule. Nachdem die Pest 1567 zu einem drastischen Sinken der Schülerzahlen geführt hatte, kehrte er als Prorektor an das Gymnasium in Dortmund zurück. Den Ruf zahlreicher weiterer renommierter Schulen lehnte er in den Folgejahren ab. Stattdessen trug er mit dazu bei, das Dortmunder Gymnasium zu einer Blüte zu führen. Etwa seit 1577 war er Konrektor des Gymnasiums. Nach dem Tod Lambachs 1582 wurde Beurhaus Rektor und hatte das Amt bis zu seinem Tod inne.
Er veröffentlichte zahlreiche philosophische Schriften in der Nachfolge und zur Verteidigung von Petrus Ramus.
Kaiser Maximilian II. verlieh ihm den Ehrentitel eines Comes Palatii Caesarei.
Er hat 1561 Sophia Braß geheiratet. Er war der Stammvater der später in den Adelsstand erhobenen Familie derer von Beurhaus mit seinen zahlreichen für die Dortmunder Lokalgeschichte bedeutenden Familienmitgliedern. Darunter war auch der 1722 geborene Lokalhistoriker Johann Christoph Beurhaus.

## Werke
- Digitalisierte Volltexte